# Curt Siewert
Pour les articles homonymes, voir Siewert.
Curt Siewert (5 avril 1899 à Ratzeburg (en), arrondissement d'Ortelsbourg et mort le 13 juin 1983 à Hanovre), est un Generalleutnant allemand au sein de la Heer dans la Wehrmacht pendant la Seconde Guerre mondiale et un Generalmajor dans la Bundeswehr.
Il a été récipiendaire de la croix de chevalier de la croix de fer. Cette décoration est attribuée en reconnaissance d'un acte d'une extrême bravoure ou d'un succès de commandement important du point de vue militaire.

## Biographie
Siewert s'engage en 1916 dans le 5e régiment de grenadiers de la Garde et est promu lieutenant en 1918.
Curt Siewert est capturé par les troupes britanniques en mai 1945 et est maintenu en captivité jusqu'en mai 1948.

Il rejoint la Bundeswehr en 1956 et se retire du service actif en 1960.

## Décorations
- Croix de fer (1914)
  - 2e classe
  - 1re classe
- Croix d'honneur
- Agrafe de la croix de fer (1939)
  - 2e classe
  - 1re classe
- Croix allemande en or (17 février 1943)
- Croix de chevalier de la croix de fer
  - Croix de chevalier le 29 février 1944 en tant que Generalmajor et commandant de la 58e division d'infanterie[1]